# Leodegar Anton Kolin
Leodegar Anton Kolin (* 26. Juli 1694 in Zug; heimatberechtigt ebenda; † 8. April 1772 ebenda) war Zuger Pannerherr, Militär und Priester.

## Leben und Wirken
Leodegar Anton Kolin war Ritter und Sohn des Stadtarztes und Pannerherrn Oswald Kolin und der Maria Katharina Wissing. Er brach vor 1717 sein Studium der Theologie in Paris ab, um als einziger überlebender Sohn das Geschlecht Kolin im Mannesstamm fortzuführen. Von 1722 bis 1726 diente er als Landschreibersubstitut in den oberen Freien Ämtern des Standes Zug. Als Hauptmann trat Kolin in spanische, französische und sardinische Dienste. Er heiratete Maria Klara, Tochter des Wirts, Weibels und Ratsherrn Martin Uttinger.
Als Vertrauensmann des französischen Botschafters betrieb Kolin im ersten Harten- und Lindenhandel den Sturz der Harten und erhielt 1735 den Sitz des entmachteten Josef Anton Schumacher im Rat der Stadt. Im Jahr 1746 übernahm er das Amt des Pannerherrn des Standes Zug.
Nach dem Tod seiner Frau folgte er 1737 wieder seinem Lebensplan und legte im folgenden Jahr die Profess als Terziar ab. Nachdem er sich 1749 zum Priester weihen liess, folgte ihm 1750 sein Sohn Franz Anton im Amt des Pannerherrn. Nach dessen Tod wurde sein jüngerer Sohn Karl Kaspar letzter Pannerherr des alten Standes Zug. Mit seinem Tod im Februar 1801 erlosch das Geschlecht Kolin im Mannesstamm.

## Belege
1. ↑  Renato Morosoli: Leodegar Anton Kolin. In: Historisches Lexikon der Schweiz.  28. Oktober 2008.
2. ↑  Renato Morosoli: Franz Anton Kolin. In: Historisches Lexikon der Schweiz.  1. September 2006.
3. ↑  Renato Morosoli: Karl Kaspar Kolin. In: Historisches Lexikon der Schweiz.  28. Oktober 2008.

| Personendaten    | Personendaten                          |
| ---------------- | -------------------------------------- |
| NAME             | Kolin, Leodegar Anton                  |
| KURZBESCHREIBUNG | Zuger Pannerherr, Militär und Priester |
| GEBURTSDATUM     | 26. Juli 1694                          |
| GEBURTSORT       | Zug, Schweiz                           |
| STERBEDATUM      | 8. April 1772                          |
| STERBEORT        | Zug, Schweiz                           |